# Unidades Habitacionales (Hidalgo)
Unidades Habitacionales es una localidad de México ubicada en el municipio de Santiago Tulantepec de Lugo Guerrero, en el estado de Hidalgo; pertenece a la zona metropolitana de Tulancingo.

## Geografía
Se encuentra en la región geográfica del Valle de Tulancingo. A la localidad le corresponden las coordenadas geográficas 20° 03’ 48.875” de latitud norte y 98° 25’ 09.075” de longitud oeste, con una altitud de 2221 m s. n. m. Cuenta con un clima semiseco templado.
En cuanto a fisiografía se encuentra dentro de la provincia del Eje Neovolcánico, dentro de la subprovincia de Lagos y Volcanes de Anáhuac; su terreno es de lomerío. En lo que respecta a la hidrografía se encuentra posicionado en la región del Pánuco, dentro de la cuenca del río Moctezuma, en la subcuenca del río Metztitlán.

## Demografía
En 2020 registró una población de 5104 personas, lo que corresponde al 12.90 % de la población municipal. De los cuales 2384 son hombres y 2720 son mujeres.
| Gráfica de evolución demográfica de Unidades Habitacionales entre 1995 y 2020                |
|                                                                                              |
| Población de los censos y conteos del Instituto Nacional de Estadística y Geografía (INEGI). |